# Empire (periodico)
Empire è un periodico mensile britannico dedicato al mondo del cinema e pubblicato da Bauer Media Group.

## Storia
Il primo numero, diretto da Barry McIlheney, fu pubblicato nel luglio 1989 da EMAP, che ne fu la casa editrice fino al 2008. Empire organizza annualmente gli Empire Awards, fino al 2008 sponsorizzata dalla Sony Ericsson e dal 2009 dalla Jameson. Nel 2008 la rivista pubblicò la lista dei 500 migliori film della storia, frutto di un sondaggio fatto a ben 10000 lettori, a 100 esperti hollywoodiani e a 50 critici cinematografici mondiali supervisionato da registi cult come Quentin Tarantino e Mike Leigh.
Empire arrivò per la prima volta in Italia, sotto licenza Bauer Media, nell'anno 2011, per poi cessare le pubblicazioni appena due anni dopo. Nel luglio 2017 la rivista ha cominciato ad essere pubblicata nuovamente anche in Italia, sempre sotto licenza Bauer, col titolo di Empire Italia. Nel mese di ottobre 2018, anche questa seconda edizione italiana della rivista ha cessato le pubblicazioni. Il 22 novembre 2019 la Bauer, insieme alla casa editrice Lunasia presieduta dal direttore Luca Carta, si è mossa per lanciare Empire Italia.

## Direttori
Empire ha avuto otto editori:
- Barry McIlheney (numeri 1-44)
- Phil Thomas (45-72)
- Andrew Collins (73-75)
- Mark Salisbury (76-88)
- Ian Nathan (89-126)
- Emma Cochrane (127-161)
- Colin Kennedy (162-209, con Will Lawrence per 12 numeri di assenza di Kennedy)
- Mark Dinning (210-oggi)
- Steven Spielberg (in occasione del ventesimo anniversario a giugno 2009)[2].